# Cyrestis atosia
Cyrestis atosia är en fjärilsart som beskrevs av Swinhoe 1917. Cyrestis atosia ingår i släktet Cyrestis och familjen praktfjärilar. Inga underarter finns listade i Catalogue of Life.